# Kurt Knispel
Kurt Knispel (Zlaté Hory, 20 september 1921 – Vrbovec, 28 april 1945) was een Duits onderofficier die als tankcommandant/schutter in de Tweede Wereldoorlog vocht. Knispel staat vooral bekend om de mythe die rondom zijn persoonlijkheid is opgebouwd.

## Biografie
Knispel werd als boerenzoon geboren in Sudetenland (Tsjecho-Slowakije). Zijn ouders behoorden tot de Sudeten-Duitsers. Na de annexatie van Sudetenland door Duitsland in 1938 verliet Knispel de boerderij van zijn ouders en ging hij werken in een autofabriek. Het saaie werk in de fabriek beviel hem niet en om zijn hang naar avontuur te bevredigen meldde hij zich in april 1940 als vrijwilliger bij de Wehrmacht. Van mei 1940 tot januari 1941 was hij actief als soldaat bij de infanterie, maar hij werd nauwelijks aan het front ingezet. Knispel vroeg overplaatsing aan en werd opgeleid tot lader van een tank. Vanaf augustus 1941, met het beginnen van Operatie Barbarossa, kwam Knispel voor het eerst echt in actie. Als lader van een Panzer IV-tank vocht hij op de Balkan en bij Stalingrad. Knispel bleek zeer bekwaam te zijn als lader en hij werd bevorderd tot schutter. Hierna werd hij overgeplaatst naar de Kaukasus waar hij deelnam aan diverse vuurgevechten. Van februari 1942 tot mei 1942 volgde hij een onderofficiersopleiding waarna hij benoemd werd tot Unteroffizier (sergeant) en kreeg hij het commando over een eigen tank. Met deze tank werd hij weer teruggestuurd naar het front van het Beleg van Leningrad. 
Vanaf 1944 ging het steeds slechter met het Duitse leger. In de zomer van 1944 kreeg Knispel het bevel over een Panther-tank. Met dit voertuig werd hij gestationeerd in de Hongaarse stad Gyula, waar hij moest voorkomen dat Gyula in handen viel van het Russische leger. Tijdens de slag om Hongarije, die 7 maanden duurde, vernietigde Knispel zo'n 23 tanks, waardoor zijn totaal van overwinningen steeg naar 145. In augustus van dat jaar werd hij in een hinderlaag van Russische tanks gelokt. Knispels tank werd geraakt door 24 granaten, maar wist op het nippertje te ontsnappen. Kort hierna werd Hongarije volledig veroverd door de Russen.
Na de verloren slag om Hongarije werd Knispel, inmiddels tot Feldwebel bevorderd, opgeleid voor de zware Königstiger-tank. Knispel werd in november 1944 gestationeerd in Paderborn. Van daaruit moest hij helpen voorkomen dat de Sovjettroepen oostelijk Duitsland zouden veroveren. 

## Zijn dood
Knispel raakte nabij Vlasatice zwaar gewond en werd naar een hospitaal nabij het Morovische Vrbovec gebracht alwaar hij op 28 april 1945 overleed. Hij werd nabij deze plaats begraven.

## De mythe
Het meermaals ontkrachte gerucht gaat dat Knispel ter vergeefs was voorgedragen voor het Ridderkruis. Alfred Rubbel, die in dezelfde eenheid vocht en de eenheid's dagboek beheerde, benadrukt dat Knispel nooit is voorgedragen.
Er wordt beweerd dat Knispel 168 vijandelijke tanks heeft uitgeschakeld. Dit zijn echter oncontroleerbare veronderstellingen. Rubbel, bendrukt dat er in de eenheid niet werd bijgehouden hoeveel tanks werden vernietigd en deze werden ook niet toegewezen aan een bepaalde schutter of commandant.
In het Tsjechische Vrbovec zijn in 2012 de stoffelijke resten van Knispel opgegraven. Ze zijn op 10 april 2013 positief als zijn resten geïdentificeerd. Knispel werd in 2014 op het oorlogskerkhof te Brno herbegraven.

## Decoraties
- IJzeren Kruis, 1e klasse (toegekend na acties bij Koersk in juli 1943. Hij vernietigde 27 T-34's in 12 dagen tijdens deze slag.)
- IJzeren Kruis, 2e klasse
- Panzerkampfabzeichen in zilver
- Panzerkampfabzeichen, 5e graad met het getal "100"
- Duitse Kruis in goud op 20 mei 1944 als Unteroffizier in de 1./Schwere Panzer-Abteilung 503[3]
- Gewondeninsigne in zilver en zwart
- Medaille Winterschlacht im Osten 1941/42
- Benoeming in het Wehrmachtbericht van 25 april 1944